# Molophilus psephenus
Molophilus psephenus är en tvåvingeart som beskrevs av Alexander 1978. Molophilus psephenus ingår i släktet Molophilus och familjen småharkrankar. Inga underarter finns listade i Catalogue of Life.